# Laura Curione
Laura Curione (Novara, 9 novembre 1988) è un'ex bobbista italiana.

## Biografia
Nata a Novara nel 1988, nel 2009 e 2010 ha partecipato agli Europei di bob, rispettivamente a Igls, Austria e St. Moritz, Svizzera, nel bob a due, come frenatrice in squadra con Jessica Gillarduzzi, ottenendo un 9º e un 10º posto. Nel 2009 aveva preso parte anche ai Mondiali di Lake Placid, negli USA, chiudendo in 14ª posizione la gara di bob a due.
A 21 anni ha partecipato ai Giochi olimpici di Vancouver 2010, sempre nel bob a due insieme a Jessica Gillarduzzi, arrivando al 13º posto con il tempo totale di 3'37"03.
Prima e dopo la carriera da bobbista si è dedicata all'atletica leggera.